# イン・ザ・ロンリー・アワー
『イン・ザ・ロンリー・アワー』（In the Lonely Hour）は、2014年にリリースされたサム・スミスの1枚目のスタジオ・アルバムである。

## 解説
第57回グラミー賞で最優秀ポップ・ボーカル・アルバム賞を受賞。

## 収録曲
1. マネー・オン・マイ・マインド
2. グッド・シング
3. ステイ・ウィズ・ミー〜そばにいてほしい
4. リーヴ・ユア・ラヴァー
5. アイム・ノット・ジ・オンリー・ワン
6. アイヴ・トールド・ユー・ナウ
7. ライク・アイ・キャン
8. ライフ・サポート
9. ノット・イン・ザット・ウェイ
10. レイ・ミー・ダウン

### デラックス盤　ボーナス・トラック
1. リスタート
2. ラッチ（アコースティック・ヴァージョン）
3. ラ・ラ・ラ（ノーティー・ボーイ feat. サム・スミス）
4. メイク・イット・トゥ・ミー

### 日本盤　ボーナストラック
1. リマインズ・ミー・オブ・ユー
2. ステイ・ウィズ・ミー feat. メアリー・J.ブライジ（ダークチャイルド・ヴァージョン）
3. イン・ザ・ロンリー・アワー（アコースティック・ヴァージョン）
4. ニルヴァーナ
5. セーフ・ウィズ・ミー
6. トゥギャザー（サム・スミス　x ナイル・ロジャーズ x ディスクロージャー x ジミー・ネイプス）
7. ステイ・ウィズ・ミー（ダークチャイルド・ヴァージョン）